# شتراسنهاوس
شتراسنهاوس (به آلمانی: Straßenhaus) یک شهر در آلمان است که در نویوید واقع شده‌است. شتراسنهاوس ۱٬۹۳۵ نفر جمعیت دارد.